# طالب‌لر، قسطمونی
طالب‌لر (به ترکی استانبولی: Talipler) یک منطقهٔ مسکونی در ترکیه است که در قسطمونی واقع شده‌است.